# 九星隊のナイスタCampus
『九星隊のナイスタCampus』（ナインスターズのナイスタキャンパス）は2017年7月1日からRKB毎日放送（RKBラジオ）で放送されているバラエティ番組である。

## 番組概要
RKBラジオ初の男性アイドルグループをメインとする番組であり、また九星隊にとって初の冠番組である。
内容は、九星隊のメンバーが百道浜にある架空の学校で学園生活を送るという設定になっている。

## 放送時間
- 土曜日 22:30-23:00（JST。2017年7月1日〜2020年9月26日）

ただし、土曜夜にRKBエキサイトホークスが放送される場合は時間変更になる。
- 木曜日 23:00 - 23:30（JST。2020年10月1日〜[1]）

## パーソナリティ
- 九星隊

## 歴代オープニングテーマ
九星隊の楽曲が使用されている。
- Kiss Me Fire（2ndシングル表題曲）
- Reach for the STARS（3rdシングル表題曲）
- By your side（4thシングル表題曲）
- ONE STAR（1stアルバム『ONE STAR』収録曲）